# غاري غرانت (سياسي)
غاري غرانت (بالإنجليزية: Gary Grant)‏ هو سياسي أمريكي، ولد في 1934 في شبوا فولز في الولايات المتحدة. انتخب عضو مجلس نواب واشنطن.